# Brasseries artisanales des Vosges
Les brasseries artisanales des Vosges apparaissent dès le XIXe siècle, notamment lors de l'annexion de l'Alsace-Moselle par l'Allemagne, puis beaucoup disparaissent pendant la Seconde Guerre mondiale notamment lors de l'interdiction de malter mise en place sous le régime de Vichy. Dès 1970, de nouvelles brasseries artisanales font à nouveau leur apparition.

## Histoire

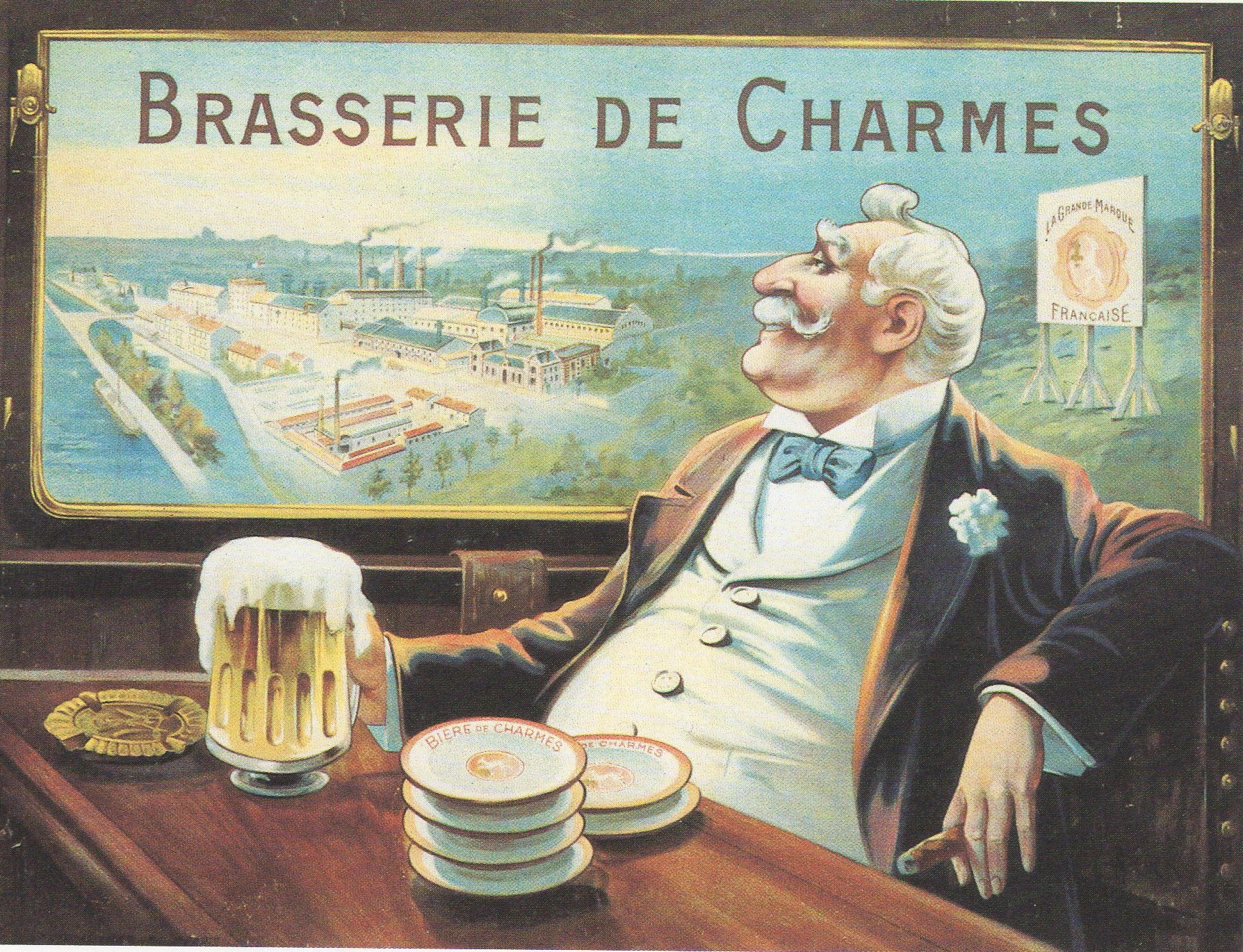
Affiche de la Brasserie de Charmes par Marcellin Auzolle.

La tradition brassicole vosgienne date du XIXe siècle, notamment à Dommartin-lès-Remiremont avec Arsène Kleiber et Ernest Thumann qui décident de s’associer autour de la création de la première brasserie. D'autres entités, parfois plus industrielles, se développent fortement en grande partie dans les Vosges, à cause de l'annexion de l’Alsace-Moselle par l'Allemagne en 1871. L'établissement de droits de douane prohibitifs pour l’importation des bières allemandes, c’est-à-dire alsaciennes influence profondément l’évolution des brasseries, celle de Xertigny notamment,. De nombreuses brasseries ferment sous le régime de Vichy avec la politique d'interdiction de malter puis avec la réquisition des personnels de production pour les besoins des usines allemandes.  
L'activité brassicole artisanale dans les Vosges se développe dans les années 2000 avec le mouvement des microbrasseries générant l'apparition de nouvelles saveurs locales, comme l'Opercule qui intègre du miel des Vosges dans ses recettes ou comme la brasserie Marie-Thérèse qui développe ses bières artisanales avec des brimbelles (myrtilles sauvages typiques des Vosges).
Le site de l'ancienne brasserie de Ville-sur-Illon accueille l'écomusée vosgien de la brasserie. Aujourd'hui reconverti en lieu touristique voire culturel, il rappelle le passé industriel et les techniques de brassage et leurs évolutions, propres aux Vosges.
Le renouveau des brasseries rime avec activités touristiques. De nombreux offices de tourisme ou blogs spécialisés proposent des dégustations de bière à l'issue de la visite du site de production,,.

## Listes des brasseries artisanales dans les Vosges
- La Fouillotte, Épinal[8]
- La brasserie La Clandestine, Charmois-l'Orgueilleux[9]
- La brasserie les grillots, Martinvelle
- La brasserie des lacs, Celles-sur-Plaine[10]
- La brasserie Dutailly, Grignoncourt[11]
- La Brasserie Marie-Thérèse, du Pas de l'Âne, Remiremont[12]
- La brasserie la Chopine Ardente, Saint-Dié-des-Vosges[13]
- La microbrasserie Matrina America, Saint-Dié-des-Vosges[14]
- La brasserie Vogesus, Saint-Dié-des-Vosges[15]
- La brasserie du Bois Joli, Saint-Nabord[16]
- La brasserie des 3 Abbayes, Senones[17]
- L'Opercule, Senones[18]

- La brasserie La Géromoise, 2 avenue Morand à Gérardmer, installée dans une ancienne ferme de 1752[19]
- La brasserie Artisanale des Vosges / Brasserie La Madelon, 21 rue du Vélodrome à Saint-Étienne-lès-Remiremont[20],[21]
- La brasserie du Roulier, au Val d'Ajol[22]
- La Val Heureuse, fondée en 2007, 24 avenue de Méreille, au Val d'Ajol[23]
- La brasserie Burval, au Val d'Ajol[24]
- La bière des hauts, le Valtin[25]
- La Golaye, Xertigny[26]